# Сатылганов, Токтогул
Токтогул Сатылганов (кирг. Токтокул Сатылганов; 25 октября 1864, Кетмень-тюбинская долина, Кокандское ханство — 17 февраля 1933, село Сасык-Джийде, Араван-Буринский район, Киргизская АССР, РСФСР, СССР) — киргизский советский народный акын-демократ, певец и комузист.
Его имя ещё до Октябрьской революции стало широко известно среди всех киргизов, узбеков в Ферганской долине, казахов, с которыми он общался и дружил во время побега из Сибири. При жизни Токтогула в Кетмень-Тюбе съезжались самые знатные киргизские акыны и певцы для встречи с ним. С конца тридцатых годов поэтическое и музыкальное наследие акына стало объектом сбора, записывались у народа его песни, издавались сборники в крупных советских издательствах, велись исследования его творчества.

## Биография
Родился в 1864 году в семье бедняка-кочевника Сатылгана на зимовье в горном урочище Кетмень-тюбинской долины (ныне — Токтогульский район Джалал-Абадской области). Отец Токтогула постоянно был занят заботой, как прокормить свою небольшую семью. В детстве Токтогул был окружён лаской и любовью матери Бурмы, которая знала наизусть немало народных песен, дастанов, сама слагала кошоки (причитания), и часто напевала их сыну. Токтогул всю жизнь воспевал образ матери, посвятил ей немало песен. Мать и народ в его творчестве органически между собой связаны. Акын не случайно перед уходом на каторгу в Сибирь публично пел перед народом свои песни «Прощай, моя мать!» и «Прощай, мой народ!».
Импровизационный талант Токтогула раскрылся примерно в 12 лет, когда из-за острой материальной нужды он вынужден был пасти овец местного бая Казанбака в дальних урочищах. Токтогул рано познал социальную несправедливость, собственными глазами видел тяжкую долю бедняцких сословий, открытый произвол над ними имущих людей. В раннем возрасте Токтогул играл на комузе и пел в кругу пастухов. Он пел о девушках, о восходе солнца, о закате дня, о крылатых тулпарах, о звуках горных рек, о красоте и богатстве природы. С каждым годом поэтический голос Токтогула звучал всё увереннее, его имя называли не только в своём аиле, но и в других местах. В четырнадцать лет Токтогул, благодаря своим песням, перестал работать наёмным пастухом у бая, и вышел на дорогу профессионального певца, получил возможность наряду с другими, уже признанными акынами, участвовать в больших поэтических сходах. Благодаря импровизаторскому таланту, Токтогул быстро завоевал популярность и признание и, по свидетельству современника, несмотря на годы, получил у народа уважительное обращение — «Токо».

### Поэтическое состязание. «Пять кабанов»
Токтогул отличался цельностью натуры и твёрдостью характера. Его хотели забрать к себе потомки кетмень-тюбинского манапа Рыскулбека, при условии, если он станет придворным певцом. Однако Токтогул выбрал другой путь. В 1882 году, когда ему исполнилось восемнадцать лет, произошло событие, сделавшее его имя популярным в народе и ставшее роковым предвестием в его судьбе. В том году Токтогул на одном поэтическом состязании встретился с Арзыматом — придворным певцом известного манапа Дыйканбая, одного из сыновей Рыскулбека, предводителя рода саяк. Арзымат в своей песне стремился оскорбить и унизить Токтогула тем, что он из бедной семьи, но тот не растерялся, перехватил инициативу, и в ответной песне гордо заявил, что он бедняк и в этом ничего постыдного нет. Не страшась гнева сыновей Рыскулбека, словами и меткими сравнениями он при всех вывел Арзымата на чистую воду как «прихлебателя» своих хозяев. Победа Токтогула над Арзыматом сопровождалась восторгом среди слушателей, и стала вызовом сыновьям Рыскулбека. Кульминационной точкой противоборства явилась песня акына «Пять кабанов» (1894), в которой он заклеймил сыновей Рыскулбека перед всем народом, «обрисовал их отвратительный социальный портрет».

### Народное восстание. Ссылка в Сибирь
После песни, Токтогул был обречён на расправу со стороны «пяти кабанов» — впереди его ожидали беды и страдания. Акын понимал, с какими людьми имеет дело, и был готов на худшее в жизни. Но и противники акына знали, что он популярен среди народа, широко известен за пределами Кетмень-тюбинской долины, и открытый произвол над любимцем народа вызвал бы возмущение и гнев общества, а также нежелательные последствия для самих потомков Рыскулбека. Это опасение удерживало их от опрометчивого шага, и они ждали удобного случая для расправы. Такой случай представился им в 1898 году — в городе Андижан вспыхнуло восстание, во главе которого стоял Мухаммед-Али, житель села Мин-Тюбе Маргиланского уезда. Сыновья Рыскулбека сфабриковали ложное донесение царским властям, что «безбожник и смутьян» Токтогул принимал активное участие в андижанском восстании. Впоследствии, он был арестован в числе других своих земляков, и в ночь с 10 на 11 июня был препровождён под конвоем солдат в наманганскую тюрьму. 3 августа временный военный суд приговорил Токтогула наряду с другими к смертной казни через повешение, которая потом была заменена семью годами каторжных работ в Сибири.

## Сибирский период
Вершиной поэтического творчества Токтогула является сибирский цикл его песен. Токтогул, находясь в заключении, не расставался с песней. Сначала он играл на балалайке, затем топором вытесал из ели комуз, виртуозно на нём играл и пел для всех. Свидетель тюремных лет Токтогула Болот Джыртаков так вспоминал о нём:

Токо, как бывало раньше, радостный и возбуждённый, начал играть на балалайке. Барак дрожал от шума. Появился надзиратель с выпученными глазами и закрученными вверх усами: «Немедленно замолчите, — закричал он, — тут не место для пирушек!» Потом подошёл к Токтогулу, схватил его балалайку, разломал на две части, растоптал ногами и крикнул: «Всегда ты орёшь, одержимый чёрт!» Токо тут же сказал ему что-то очень едкое, за что надзиратель сильно ударил его по лицу. Я не вытерпел, скованными руками ударил что было сил по подбородку. От моего удара надзиратель свалился на бок…

В Сибири Токтогулом были созданы такие песни, как «Мучительной стала жизнь», «Я, как беркут, кружил в горах», «Неужели таков закон», «Песня узника», «В изгнании», «Песня побега» и другие. Токтогул находился в омской тюрьме, потом был переведён в Александровский централ под Иркутском, где держали под стражей огромное количество политических ссыльных. Для Токтогула каторжная обстановка была адской: его избивали без всякой причины, подвергали открытому унижению его достоинство и честь. Находясь в отчаянных условиях, Токтогул не только сохранил свой талант, себя как личность, но ещё продолжил борьбу, поднимаясь на новую остросоциальную высоту. Он узнал о жизни других народов, познакомился с русскими, татарскими и казахскими ссыльными. Общение Токтогула с политическими ссыльными с Александровского централа имело огромное значение для расширения его кругозора, постижения солидарности с представителями других народов.

## После побега
Огляделся — народ вокруг,

Сотни крепких, надёжных рук,

Все — на каторге, все — друзья,

Обездоленные, как и я.

Вон казах, татарин, узбек,

Вон киргиз и русский, гляди!

Всех загнали в бескрайний снег,

И у всех страданье в груди.
После побега с каторги Токтогул провёл ещё полтора года в скитаниях по сибирской тайге и казахским степям, испытав голод, холод, лишения, но выжил благодаря помощи людей. В песнях с благодарностью вспоминал он русских ссыльных Харитона и Семёна, которые помогли ему бежать из тюрьмы. В 1910 году, после мытарств на каторге и побега, Токтогул тайно, глубокой ночью переступил порог своего дома. Он узнал, что единственный сын Топчубай умер, жена давно вышла замуж за другого, мать ослепла, одна жила дома, ожидая сына. Самые близкие друзья и соратники считали его погибшим; боясь гнева сыновей Рыскулбека, не посещали его семью, не оказывали никакой поддержки, не отдали последний долг, когда умер Топчубай. Токтогул публично упрекал при первой встрече своего соратника, известного киргизского певца Эшмамбета, с которым до ссылке был близок и дружен. Токтогул мучительно пережил случившееся, что нашло своё выражение в послесибирском цикле произведений. В ряде стихотворений этих лет («На встрече с акыном Барпы», «В доме мельника Джаналы» и др.), Токтогул пророчески заявлял, что скоро придёт конец царскому и бай-манапскому правлению, рассказывал о людях, которые вели борьбу за счастье народа, призывал своих соотечественников к дружбе со «старшим братом» — «трудовым людом» России.
Токтогул ввёл в словарный состав киргизского языка новое поэтическое слово «кербез», свои песни-исповеди он называл кербезами. Этот поэтический цикл сибирского и послесибирского периода читается как единая цельная книга стихов.
После возвращения из Сибири, несколько лет он нелегально жил в разных местах, скрываясь от преследований, и пел песни о проведённых годах в сибирской каторге. Очевидцы свидетельствуют, что во время исполнения этих песен народ, окружавший Токтогула, — старики, женщины, молодые люди, дети — не могли сдержать слёз. Песни акына возбуждали протест, и это настораживало местные власти. В 1913 году Токтогул снова был посажен в наманганскую тюрьму, ему снова грозила сибирская каторга. Народ встал на его защиту — в аилах и кочевьях была собрана большая сумма денег для выкупа его у судебно-административных чиновников.

## Октябрьская революция
Когда произошла Октябрьская революция в России, Токтогул уже был человеком преклонного возраста. Услышав известие о том, что был свергнут царь и пришёл конец его правлению, он, следуя за традициями фольклора, создал легендарный образ В. И. Ленина в песне «Кандай аял тууду экен Лениндей уулду?» — в дословном переводе «Что за мать родила такого сына, как Ленин?» (1919). Токтогул, воспевая Ленина, обращался к национальной символике. Стихотворение стоит у истоков киргизской советской литературы.
Советскую власть Токтогул встретил с радостью. С первых дней установления Советской власти в Кетмень-Тюбе он стал её активным сторонником и певцом. Он бичевал бай-манапов, поддерживающих врагов Советской власти, заклеймил их в песне о «злодеяниях басмачей».
Токтогул в самых трудных ситуациях не терял самообладания, чувства юмора, умел ценить прекрасное в жизни, восславлял доблесть, благородство и бескорыстие людей, труд простого дехканина. У Токтогула есть песня «Акбары», сложенная им совместно с киргизским акыном Алымкулом Усенбаевым в 1929 году в Аксы (ныне Караван), в местности Карасу на одном тое, при огромном стечении народа. В этом своеобразном состязании Алымкул выполнял роль «ассистента», представляя своему учителю во всём блеске продемонстрировать искусство поэтической импровизации. В этой песне шестидесятипятилетний Токтогул воспел гимн в честь юной «несравненной красавицы Акбары».

## Наследие

Статуя Токтогула в доме-музее в селе Чолпон-Ата, построенный к 125-летию акына в 1989 году

Последние годы Токтогула нельзя назвать безоблачными. Хоть и установилась власть Советов, но, в действительности, шла острая классовая и родовая борьба, бай-манапское наследие имело сильное влияние, акын это всё видел и переживал, не находя ответа на многие вопросы тех дней. Токтогул особенно остро переживал то, что он неграмотный, не умеет читать книги и газеты. Он сожалел об этом в одной из песен: «Отец не отдал в школу, я не постиг мудрости знаний».
В 1928 году Токтогул был приглашён во Фрунзе, где известный музыковед, знаток музыкальной культуры казахов и киргизов Александр Затаевич записал ряд его популярных музыкальных пьес и мелодий. Эта поездка оставила плохое впечатление у Токтогула — среди организаторов этой встречи народных талантов были люди, которые холодно отнеслись к таланту акына. Об этом Токтогул при встрече с киргизским акыном, своим учеником Калыком Акиевым спел песню.
Предчувствуя приближение смерти, акын выразил тревогу о своём творческом наследии в предсмертной песне, которая стала его поэтическим завещанием, подводящим итог его жизни. В своё время не были записаны многие песни, музыкальные сочинения, часть которых он унёс с собой. Токтогул скончался в 1933 году. В республиканских газетах о смерти акына сообщено не было. Его творческое наследие было высоко оценено в статьях и выступлениях А. А. Фадеева, М. И. Калинина и А. М. Горького и др.

## Оценки творчества
Чингиз Айтматов, в предисловии к книге «Токтогул» в 1989 году отметил, что Токтогул, хоть и не имел академического образования, но он был «талантливейшим импровизатором, он был непревзойдённым певцом киргизской земли», Токтогул, по мнению Айтматова, как революционный поэт, как народный мыслитель, как борец и художник стоит в одном ряду с именами мировой поэзии. В одном ряду с теми, для которых «миссия поэзии была неотделима от собственной жизни, от судьбы народа, с теми, которые в силы своей революционности и таланта стали могучими опорами поэтического моста истории».
Камчыбек Дюшалиев отметил, что самым ярким и популярным представителем акынов-импровизаторов был Токтогул Сатылганов, воспитавший целую плеяду профессиональных акынов устных традиций и создавший свою акынскую импровизаторскую школу. Одной из новаторских черт акынского песнетворчества Т. Сатылганова, по мнению Дюшалиева, явилось то, что он по-новому интерпретировал некоторые бытовые фольклорно-песенные жанры, придал им для того времени актуальный революционный смысл. Старинные и простые по форме лирические-бытовые жанры, как «арман», «кербез», он развил до крупных акынских импровизационных песен-поэм с новым идейно-политическим содержанием, а иногда с элементами революционного маршевого ритма, как например, в популярной песенно-инструментальной поэме «Кербез возвращения».
Камбаралы Бобулов, в своей статье «Бессмертная песнь Токтогула» отметил, что: «Киргизскую литературу невозможно представить без имени Токтогула, как нельзя представить русскую литературу без Пушкина, украинскую — без Шевченко, казахскую — без Абая, грузинскую — без Руставели, латышскую — без Райниса, имён, сияющих на небосклоне этих литератур, как яркие звёзды». По мнению Бобулова, сила и мощь творческого горения Токтогула в том, что акын с юных лет и до конца дней своих честно, правдиво воспевал жизнь в своих песнях. «Мятежная жизнь и бескомпромиссная борьба акына с баями-манапами, его непреклонность и несгибаемость в самых невыносимых условиях, твёрдая воля и неугасимая вера в светлое будущее всегда вызывают восхищение и восторг в каждом благородном и отзывчивом сердце, у всех, кому дороги идеалы мужества и чести».

## Память
- В 1959 году на киностудии «Киргизфильм» был снят художественный биографический фильм «Токтогул» (реж. Владимир Немоляев).
- В 1964 году к столетию писателя выпущен памятный знак, представляющий собой диск с его портретом анфас, указанием периода (1864−1964) и имени с лицевой стороны и двух строк из стихотворения на русском («Умру, наступит мой черёд, но будет вечен мой народ») и киргизском языках. И ещё было написано произведение «Свиньи» про детей богатого бая.
- В 1965 году была учреждена Государственная премия Киргизской ССР имени Токтогула Сатылганова[21];
- В 1968 году городе Ош, скульптором Тургунбаем Садыковым был установлен памятник в честь Токтогула Сатылганова[22];
- В 1974 году во Фрунзе (ныне Бишкек), напротив Киргизского театра оперы и балета имени А. Малдыбаева был установление памятник, в честь Токтогула Сатылганова;
- В 1989 году на киностудии «Киргизфильм» был снят фильм «Кербез. Неистовый беглец» (реж. Георгий Николаенко)[23];
- На лицевой стороне банкноты достоинством 100 сомов (2009 г.) изображён профиль Токтогула Сатылганова;
- Именем акына была названа самая мощная ГЭС в Киргизии[21];
- Имя акына присвоили Национальной филармонии Кыргызстана[кирг.] в Бишкеке[21];
- В честь акына авиакомпания «Air Kyrgyzstan» назвала своё воздушное судно Boeing 737-500[21];
- Имя акына носит Киргизский государственный музей литературы и искусства имени Токтогула Сатылганова[24];
- Международная организация по совместному развитию тюркской культуры и искусства ТЮРКСОЙ объявила в странах тюркского мира 2014-й Годом Токтогула Сатылганова[25];
- Отделение гуманитарных и общественных наук Национальной академии наук Кыргызстана в 2014 году издало энциклопедию «Токтогул», посвящённую акыну[26].
- В 2014 году в Токтогульском районе Джалал-Абадской области был открыт памятник Токтогулу Сатылганову[21].

### В филателии, бонистике и нумизматике

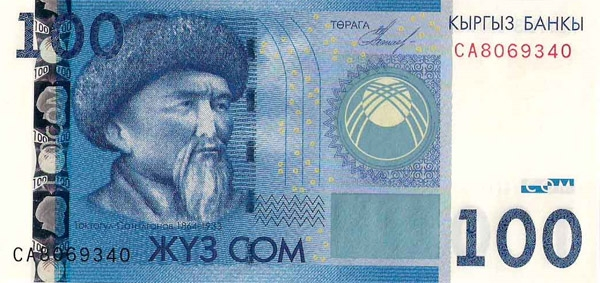
100 сом Киргизии, 2009 год
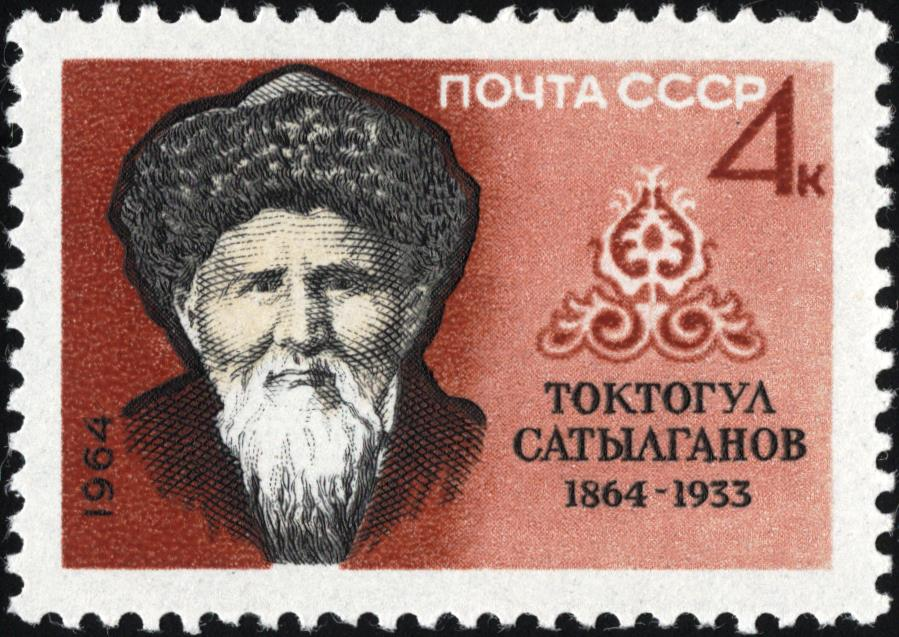
Почтовая марка СССР, 1964 год
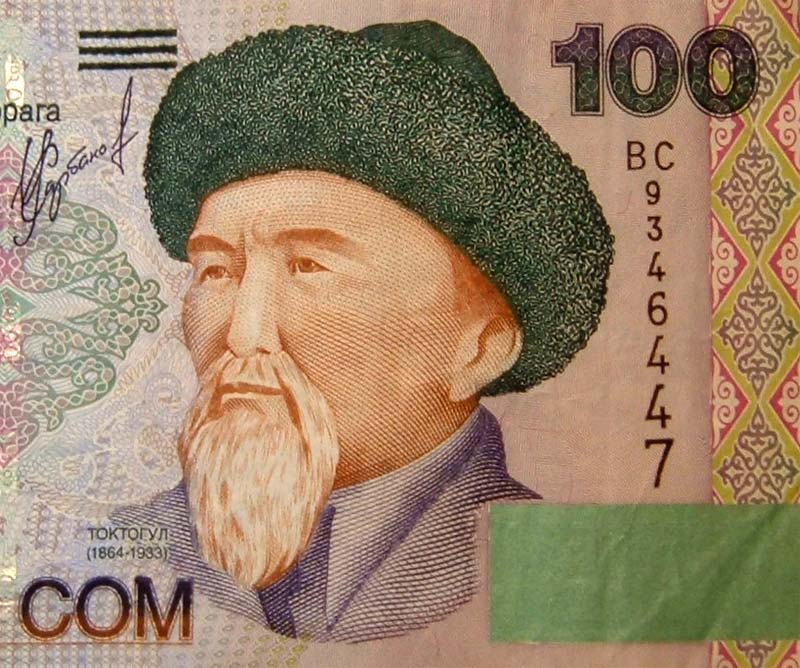
100 сом Киргизии, 2006 год
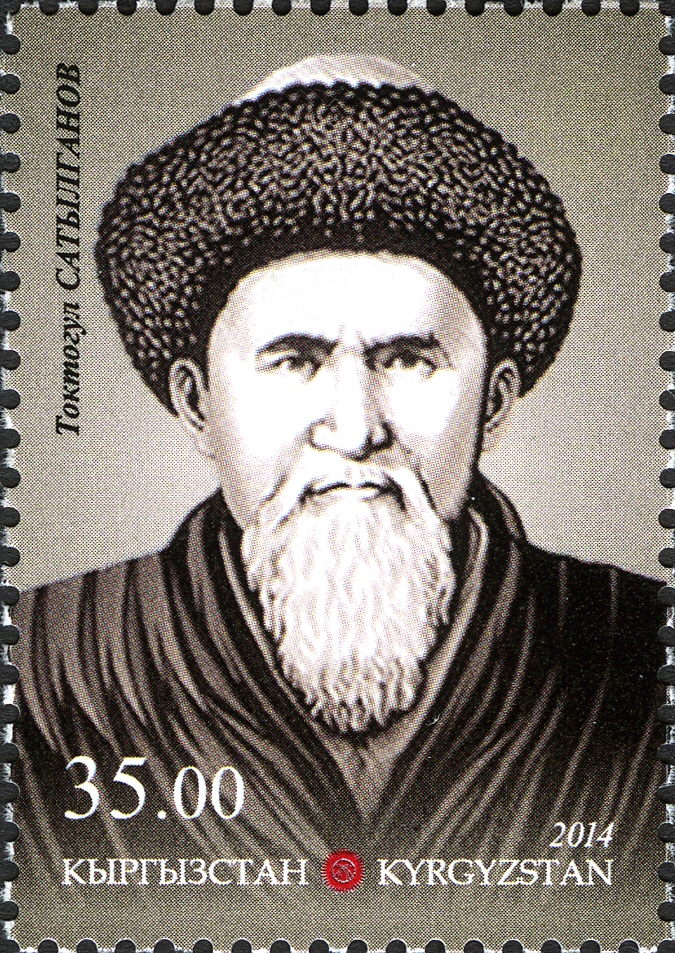
Марка Киргизии, 2014 год

## Проблема интерпретации творческого наследия
Произведения Токтогула Сатылганова при жизни не печатались и не записывались. Краткое сообщение о песенном состязании-айтыше Токтогула и Арзымата появилось в 1889 году в «Этнографическом обозрении», издававшемся в Ташкенте. В 1928 году Токтогул был приглашён из Кетмень-Тюбе во Фрунзе, и музыковед Александр Затаевич записал 18 музыкальных произведений акына. Сбор и публикация поэтического наследия Токтогула начались в 1937 году, чему способствовало постановление Президиума ЦИК Киргизской ССР об ознаменовании юбилея акына.
Отсутствие прижизненных, тем более авторизованных, записей поэтических произведений Токтогула создало проблему текста. Наследие Токтогула сохранила народная память. Основной состав его произведений был записан от его учеников — известных киргизских акынов Калыка Акиева, Алымкула Усенбаева, Коргола Досуева и других. Достоверность этих текстов не подлежит сомнению в силу особенностей бытования акынской поэзии, с учётом принципа наследования репертуара учителя-акына. В творческом наследии Токтогула значительное место занимают коллективные произведения — айтыши, поэтические диалоги, совместные выступления на общественных собраниях и празднествах. Текст этих произведений записан от «соавторов», в их творческой интерпретации.
Токтогул был непревзойдённым и популярнейшим акыном своего времени. Многие из современников, знакомые с Токтогулом, знали его произведения наизусть. Под их диктовку, начиная со второй половины 30-х и до конца 50-х годов, фольклористы, литературоведы, писатели и отдельные энтузиасты зафиксировали целый ряд его произведений. Большинство из них без всяких оговорок включено в собрание сочинений и сборники стихотворений акына. Но на целый ряд произведений, известных в записях, хранящихся в рукописном фонде АН Киргизской ССР (ныне НАН Кыргызстана), распространялась критическая точка зрения относительно их принадлежности Токтогулу. Текстологическое изучение и описание наследия Токтогула не теряет своей актуальности.
Начало публикации стихотворений Токтогула на русском языке было положено переводом В. Винникова в журнале «Народное творчество» (1937, № 7, «Проклятый век»). В тридцатые годы в республиканской и центральной периодической печати появлялись переводы отдельных произведений акына, выполненные Ф. Ощакевичем, Э. Беккером и В. Винниковым. Знакомство же русскоязычного читателя с творчеством Токтогула в переводах В. Гусева, А. Жарова, С. Липкина, П. Семынина, А. Тарковского, П. Шубина и других относят к 1940 году, когда вышел в свет сборник избранных произведений акына. Сборники избранных произведений 1958 и 1964 годов значительно расширили представление о творчестве киргизского акына. В них появились новые переводы, осуществлённые С. Северцевым, Н. Сидоренко, М. Тарловским, Ю. Нейман, Д. Бродским, Арк. Штейнбергом, В. Державиным, Б. Слуцким, Я. Козловским, Н. Гребнёвым, Ю. Гордиенко, С. Куняевым, Р. Мораном и С. Фиксиным.
Стремление воплотить на русском языке поэтический мир Токтогула, образный строй его стихов стало одним из стимулов переводческой работы. Целый ряд произведений киргизского акына был представлен несколькими переводами. «Песню о Ленине» («Кандай аял тууду экен Лениндей уулду?») в хронологической последовательности переводили Ф. Ощакевич (1939), Д. Бродский (1940), А. Тарковский (1941), Ю. Гордиенко (1964), М. Ватагин (1978). Лирический шедевр Токтогула — «Алымкан» представлен переводами А. Жарова (1940), Арк. Штейнберга (1958) и Ю. Гордиенко (1964). Однако русскоязычный читатель ограничен в своей возможности узнать поэтическое творчество Токтогула во всём его значении. За крайне редким исключением, поэзия Токтогула переводилась на русский язык через посредничество подстрочника.
Токтогул не расставался с комузом, мастерски играл на этом струнном инструменте и создал выдающиеся произведения, вошедшие в золотой фонд народной музыкальной культуры. В акынском сознании стих и мелодия составляют одно целое, стихотворная речь — это напевная речь. Метрическая форма семи-восьмисложника — обычная в акынской поэзии — допускала множество вариаций мелодического исполнения. В чтении стихов это выразительное свойство произведений Токтогула подразумевается, а в переводе — утрачено.
Присуще Токтогулу точность и меткость изречений, образность речи, виртуозная стихотворная техника вызывали у переводчиков большие затруднения. Так, например, Токтогул мастерски использовал звуковые повторы в начале стихотворных строк, зачастую тирада исполняемого произведения представляет собой каскад созвучных слогов, метрическую гармонию звуков. Такова «Предсмертная песня Токтогула». Искусно исполненная звуковая инструментовка тирады, обычная в стихах Токтогула, составляет редкое явление в переводах.